# Верхний Михайловский Поперечный проезд
Ве́рхний Миха́йловский Попере́чный прое́зд (до 1924 года — Миха́йловский Попере́чный прое́зд) — проезд, расположенный в Южном административном округе города Москвы на территории Донского района.

## История
Слово «Поперечный» в названии проезда характеризует его положение относительно 1-го, 2-го, 3-го, 4-го и 5-го Верхних Михайловских проездов. До 1924 года проезд носил название Миха́йловский Попере́чный прое́зд.

## Расположение
Верхний Михайловский Поперечный проезд проходит на юг от улицы Орджоникидзе, поворачивает на юго-восток, пересекает 5-й Донской проезд, после примыкания к нему с северо-востока 1-го Верхнего Михайловского проезда поворачивает на юг и проходит до 5-го Верхнего Михайловского проезда.

## Примечательные здания и сооружения
По нечётной стороне:
По чётной стороне:

## Транспорт

### Наземный транспорт
По Верхнему Михайловскому Поперечному проезду не проходят маршруты наземного общественного транспорта. У северного конца проезда, на улице Орджоникидзе, расположена остановка «Улица Орджоникидзе» трамваев 14, 39.

### Метро
- Станция метро «Ленинский проспект» Калужско-Рижской линии — западнее проезда, на пересечении Третьего транспортного кольца с Ленинским проспектом и улицей Вавилова.